# Relaciones Mongolia-Venezuela
Las relaciones Mongolia-Venezuela se refieren a las relaciones internacionales que existen entre las Mongolia y Venezuela.

## Historia
El 20 de enero de 2022, la Asamblea Nacional de Venezuela oficialista aprobó la designación de Giuseppe Yoffreda Yorio como embajador ante China y concurrente en Mongolia.

## Misiones diplomáticas
- Venezuela cuenta con una embajada concurrente en Pekín, China.[1]